# Hundling

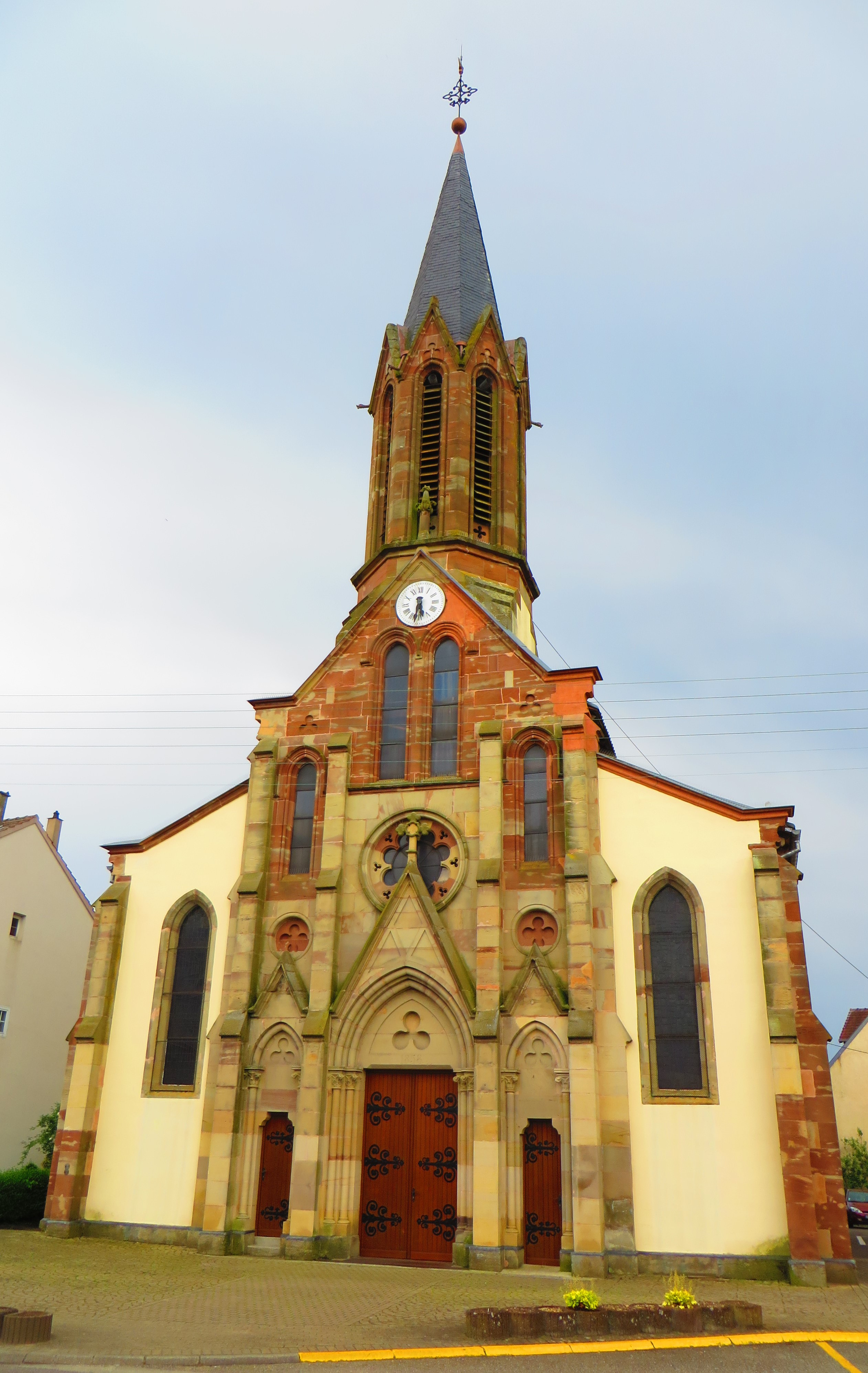
Kirche Saint-Jacques-le-Majeur

Hundling (deutsch Hundlingen) ist eine französische Gemeinde mit 1344 Einwohnern (Stand 1. Januar 2022) im Département Moselle in der Region Grand Est (bis 2015 Lothringen). Sie gehört zum Arrondissement Sarreguemines.

## Geographie
Die Gemeinde liegt in Lothringen, sechs Kilometer westlich von Saargemünd an der Fernstraße nach Saint-Avold auf einer Höhe zwischen 209 und 321 m über dem Meeresspiegel, die mittlere Höhe beträgt 235 m. Das Gemeindegebiet umfasst 6,61 km².

## Geschichte
Der Ort wird erstmals am 31. August 1269 erwähnt, als Gerlach, Walter, Gela (Gertrud) und Adelheid, die Kinder des Ritters Albert von Morsberg, dem Deutschen Orden zu Metz einen Geldbetrag vermachen. 1298 wird der Ort wegen des Zwists zwischen dem hiesigen Deutschordensmüller und dem Ritter Johann von Schomberg genannt. Im Jahre 1315 stößt man dann auf die Bezeichnung Hundelinga, dann Hundlingen (1581).
im 18. Jahrhundert gehörte Hundlingen zur Deutschordenskommende Becking im Heiligen Römischen Reich. Die Ortschaft wurde nach provisorischer Besitznahme 1793 und nach durch Dekret vom 1. Oktober 1795 beschlossener Annexion im Jahr 1815 an Frankreich abgetreten.
Durch den Frankfurter Frieden vom 10. Mai 1871 kam die Region an Deutschland und das Dorf gehörte fortan zum Kreis Saargemünd, der als Teil des Bezirks Lothringen dem Reichsland Elsaß-Lothringen zugeordnet war. Im Dorf gab es eine Weberei. Die Landwirte betrieben Getreide-, Wein- und Obstbau. Nach dem Ersten Weltkrieg musste die Region aufgrund der Bestimmungen des Versailler Vertrags 1919 an Frankreich abgetreten werden. Der Bezirk Lothringen blieb in seiner geografischen Ausdehnung als Département Moselle erhalten. Während des Zweiten Weltkriegs wurde die Region von der deutschen Wehrmacht besetzt.

### Bevölkerungsentwicklung
| Jahr      | 1962 | 1968 | 1975 | 1982 | 1990 | 1999 | 2007 | 2019 |
| Einwohner | 1117 | 1172 | 1133 | 1234 | 1322 | 1373 | 1373 | 1345 |